# Ajapi
Ajapi é um distrito do município brasileiro de Rio Claro, que integra a Região Metropolitana de Piracicaba, no interior do estado de São Paulo. O distrito é formado pela vila de Ajapi (sede) e pelo povoado de Ferraz (aglomerado rural).

## História

### Origem

#### Ajapi
O povoado que deu origem ao distrito de Ajapi se desenvolveu ao redor da estação ferroviária Morro Grande da antiga Companhia Rio-Clarense, aberta ao tráfego em 15/10/1884 em território do município de Rio Claro.

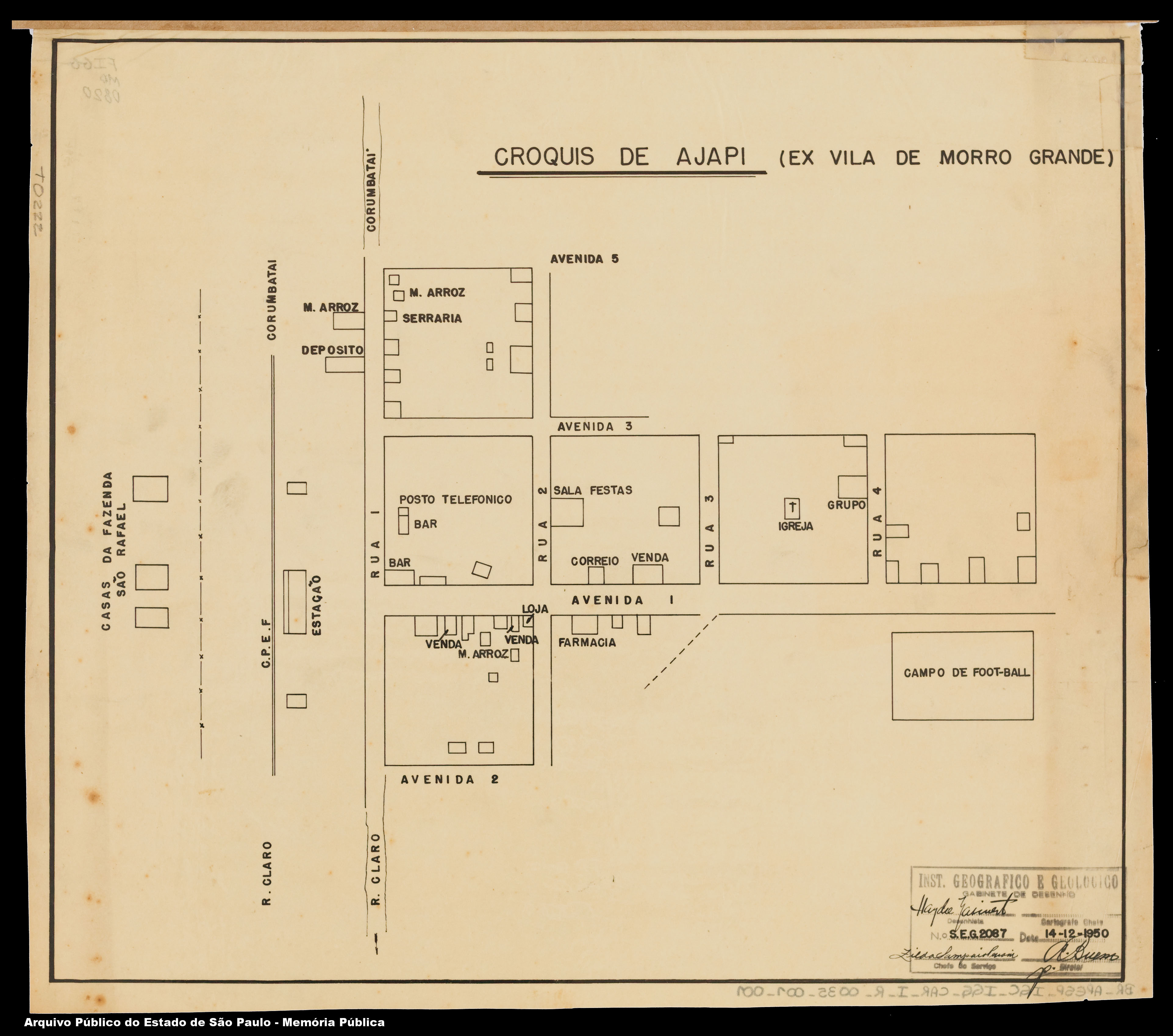
Planta da área urbana original.

#### Ferraz
O povoado de Ferraz surgiu em 1906 com a criação do Núcleo Colonial Jorge Tibiriçá em território do município de Rio Claro, sendo uma das duas sedes urbanas do núcleo (a outra sede era a atual cidade de Corumbataí). Foi colonizado principalmente por alemães, cujos descendentes até hoje vivem no povoado.

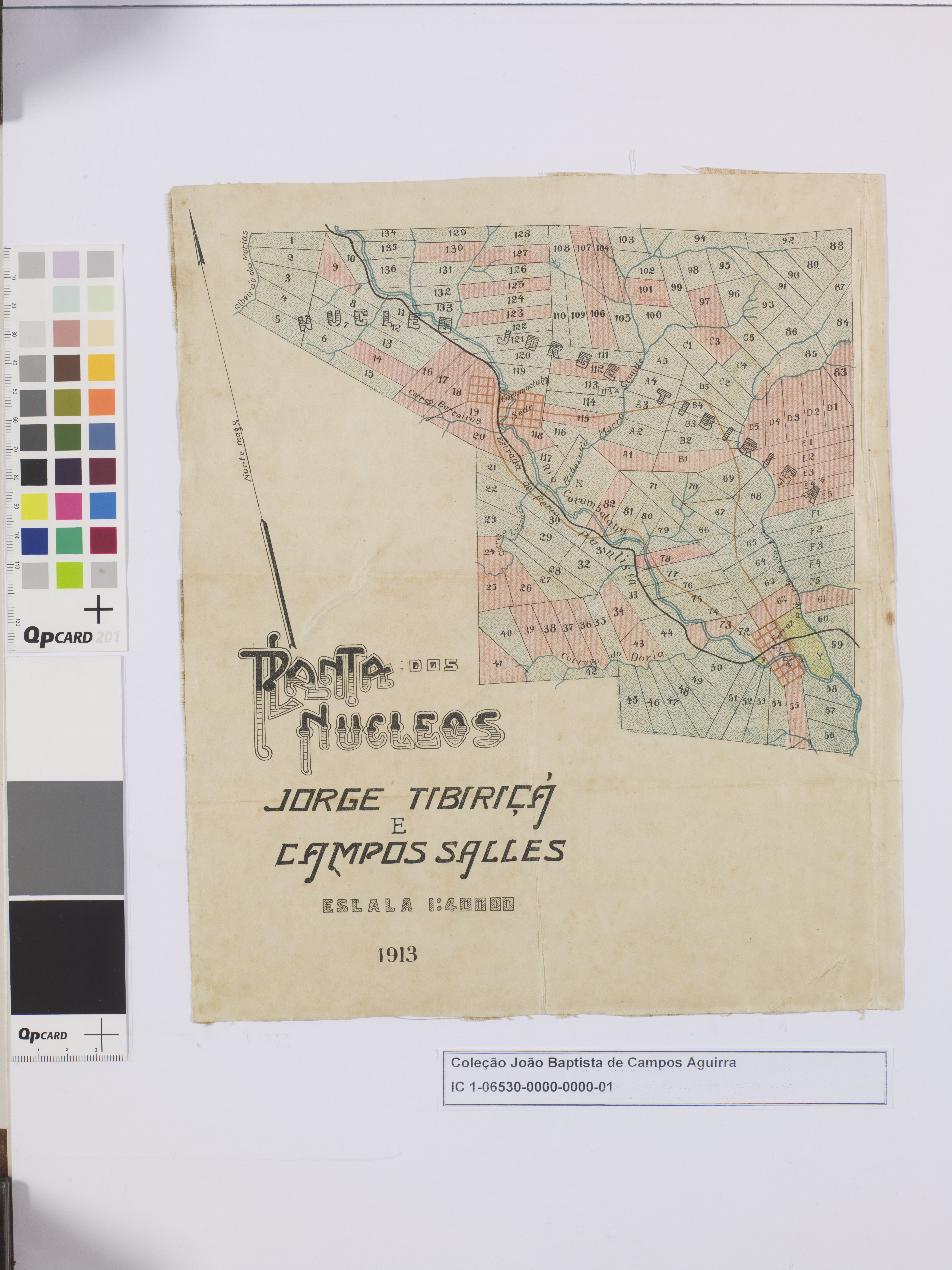
Planta do Núcleo Colonial Jorge Tibiriçá.

Este núcleo urbano foi criado ao redor da estação ferroviária Ferraz, que já havia sido aberta ao tráfego pela Companhia Paulista de Estradas de Ferro em 31/10/1896.

### Formação administrativa
- Em 06/11/1928 foi criado o distrito policial de Morro Grande no distrito da sede do município de Rio Claro, e na mesma data foi criado o distrito policial de Ferraz no distrito de Corumbataí, município de Rio Claro[7].
- Pelo Decreto n° 9.775 de 30/11/1938 o distrito policial de Morro Grande passou a integrar o território do distrito de Corumbataí[8].
- Pela Lei n° 233 de 24/12/1948 é criado o distrito de Ajapi com sede no povoado de Morro Grande e com terras desmembradas do distrito de Corumbataí, incluindo em seu território o povoado de Ferraz[9][10].
- Decreto nº 23.617, de 10/09/1954 - Cria a 2.ª subdelegacia de polícia na localidade de Ferraz, no distrito de Ajapi, município de Rio Claro[11].

## Geografia

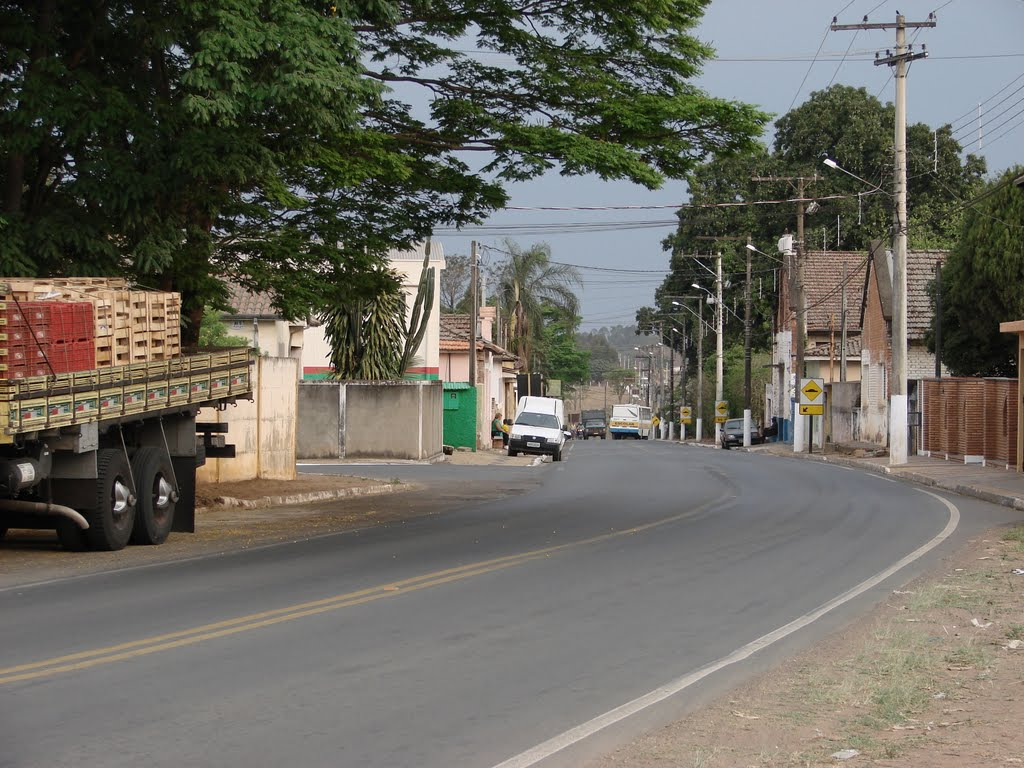
Aspecto local.

### Demografia

#### População urbana (Ajapi)
| Crescimento população urbana | Crescimento população urbana | Crescimento população urbana | Crescimento população urbana |
| Censo                        | Pop.                         |                              | %±                           |
| ---------------------------- | ---------------------------- | ---------------------------- | ---------------------------- |
| 1950                         | 195                          |                              | —                            |
| 1960                         | 175                          |                              | −10,3%                       |
| 1970                         | 294                          |                              | 68,0%                        |
| 1980                         | 716                          |                              | 143,5%                       |
| 1991                         | 1 114                        |                              | 55,6%                        |
| 2000                         | 1 498                        |                              | 34,5%                        |
| 2010                         | 1 811                        |                              | 20,9%                        |
| Fonte: IBGE e Fundação SEADE |                              |                              |                              |

#### População urbana (Ferraz)
| Crescimento população urbana | Crescimento população urbana | Crescimento população urbana | Crescimento população urbana |
| Censo                        | Pop.                         |                              | %±                           |
| ---------------------------- | ---------------------------- | ---------------------------- | ---------------------------- |
| 1980                         | 321                          |                              | —                            |
| 1991                         | 293                          |                              | −8,7%                        |
| 2000                         | 329                          |                              | 12,3%                        |
| 2010                         | 354                          |                              | 7,6%                         |
| Fonte: IBGE e Fundação SEADE |                              |                              |                              |

#### População total
Pelo Censo 2010 (IBGE) a população total do distrito era de 3 059 habitantes.

### Área territorial
A área territorial do distrito é de 65,729 km².

### Rodovias
O principal acesso ao distrito é a estrada vicinal Rio Claro - Corumbataí.

### Hidrografia
- Rio Corumbataí

## Serviços públicos

### Registro civil
Atualmente é feito no próprio distrito, pois o Cartório de Registro Civil das Pessoas Naturais ainda continua ativo.

### Educação
- E.M. Professora Laura Penna Joly[18]

### Centro rural

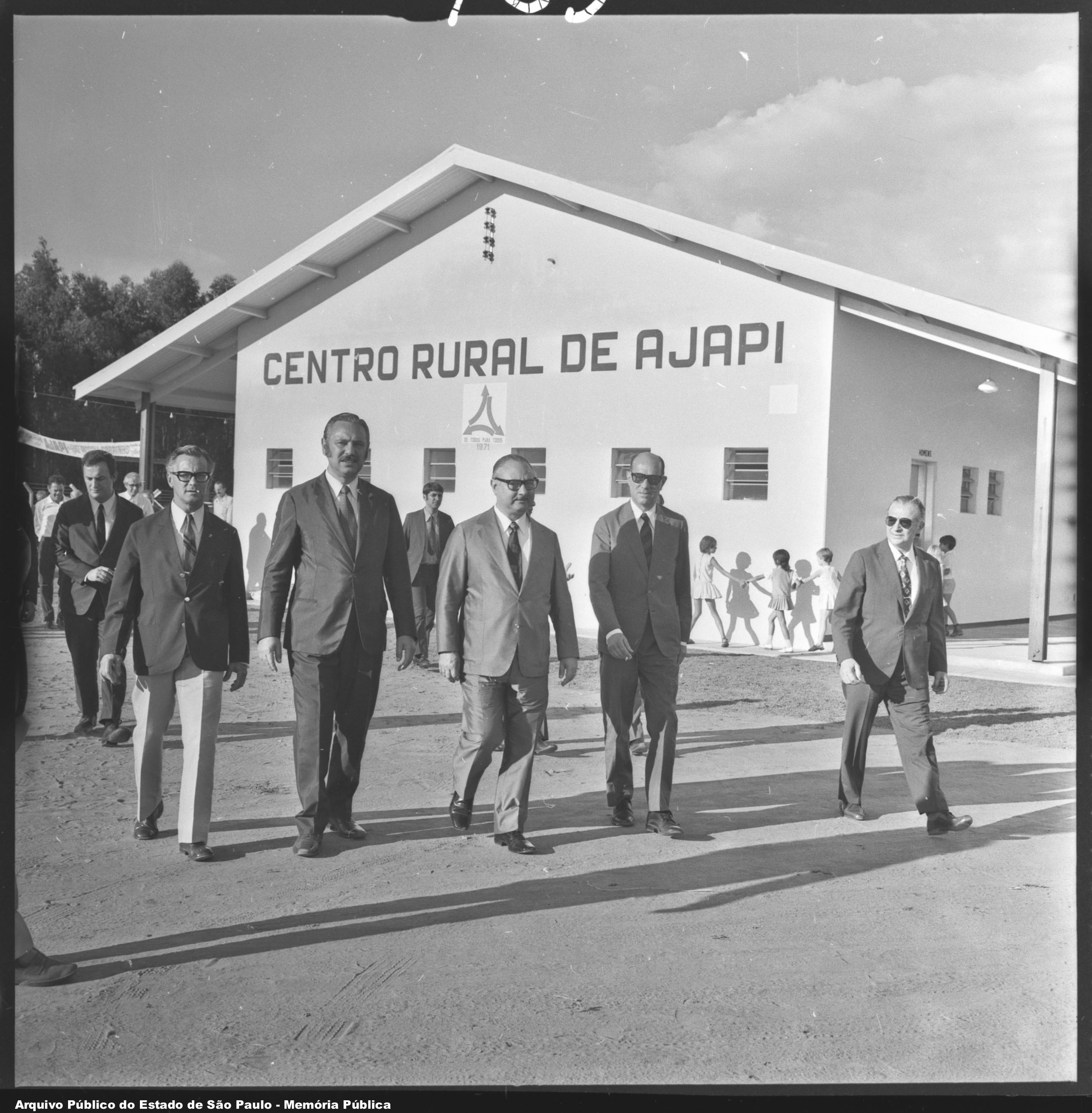
Inauguração do Centro Rural (1971).

O governo Abreu Sodré iniciou a construção a partir de 1967 de vários centros rurais no interior do estado, com o objetivo de assegurar assistência técnica, agropecuária, médica dentária, educacional, e recreativa aos lavradores e trabalhadores do campo, com o claro proposito de manter o homem no campo e reduzir o êxodo rural.
O Centro Rural de Ajapi, inaugurado em 1971, é tradição dos moradores do distrito, onde eram feitas formaturas dos alunos e eventos da comunidade. Tem dois campos de futebol e campo de bocha.

### Saneamento
O serviço de abastecimento de água é feito pelo Departamento Autônomo de Água e Esgoto (DAAE).

### Energia
A responsável pelo abastecimento de energia elétrica é a Neoenergia Elektro, antiga CESP.

### Telecomunicações
O distrito era atendido pela Telecomunicações de São Paulo (TELESP), que inaugurou a central telefônica utilizada até os dias atuais. Em 1998 esta empresa foi vendida para a Telefônica, que em 2012 adotou a marca Vivo para suas operações.

## Cultura

### Patrimônios históricos
- Sede da Fazenda Grão Mogol, propriedade rural histórica tombada pelo Condephaat em 1987[25].

## Religião
O Cristianismo se faz presente no distrito da seguinte forma:

### Igreja Católica
- A igreja faz parte da Diocese de Piracicaba.[27]

### Igrejas Evangélicas
- Assembleia de Deus - O distrito possui uma congregação da Assembleia de Deus Ministério do Belém, vinculada ao Campo de Rio Claro. Ela é a maior igreja evangélica do Brasil.[28][29]
- Congregação Cristã no Brasil.[30]
- Igreja Evangélica de Confissão Luterana no Brasil - Comunidade Ferraz, vinculada à Paróquia Evangélica de Confissão Luterana de Rio Claro.[31]